# لوکاس رودریگز (بازیکن فوتبال، زاده ۱۹۸۶)
لوکاس رودریگز (انگلیسی: Lucas Rodríguez؛ زادهٔ ۸ فوریهٔ ۱۹۸۶) بازیکن فوتبال اهل آرژانتین است.